# Ludwig Neustätter

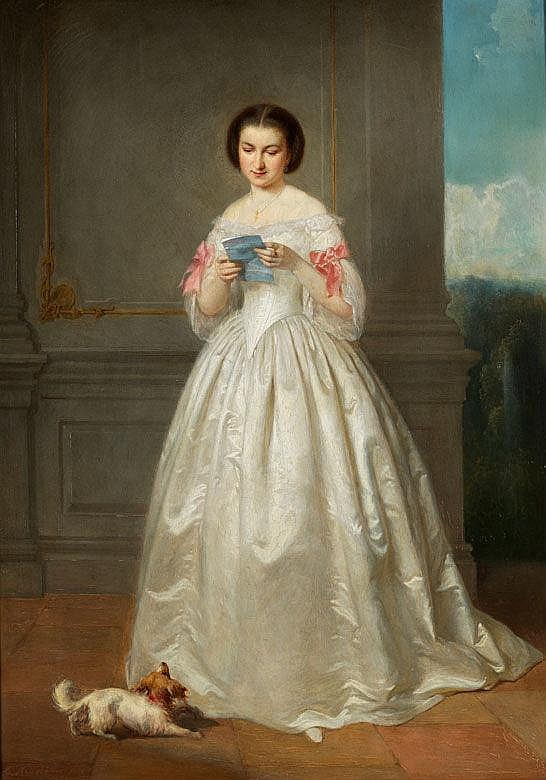
Der Liebesbrief

Ludwig Neustätter, auch Louis Neustätter (* 5. September 1829 in München; † 24. Mai 1899 in Tutzing) war ein deutscher Porträt- und Genremaler.

## Leben
Neustätter war der Sohn eines Schneidermeisters und sollte zunächst Kaufmann werden. Nach einer Ausbildung beim Kupferstecher Peter Latz besuchte er die Königliche Bayrische Polytechnische Hochschule in München. Ab dem 25. April 1847 studierte er an der Königlichen Akademie der Künste in München und setzte sein Studium ab 1850 in der privaten Malschule von Joseph Bernhardt fort. 1852 wurde er in Paris Schüler von Léon Cogniet, unternahm Studienreisen nach Rom und Neapel. Von 1854 bis 1864 war er in Wien als Porträtmaler tätig. Er war Gründungsmitglied der Wiener Künstlergenossenschaft.
Um 1860 begann er, neben Porträts Genrebilder zu malen. Ludwig Neustätter erhielt bedeutende Aufträge vom Kaiser Franz Joseph I. und König Ludwig II. von Bayern. 1864 ließ er sich in München nieder, 1879 kam er nach Tutzing.
Neustätter wurde mit dem Bayerischen Michaelsordens II. Klasse ausgezeichnet.